# Andrew Sherratt

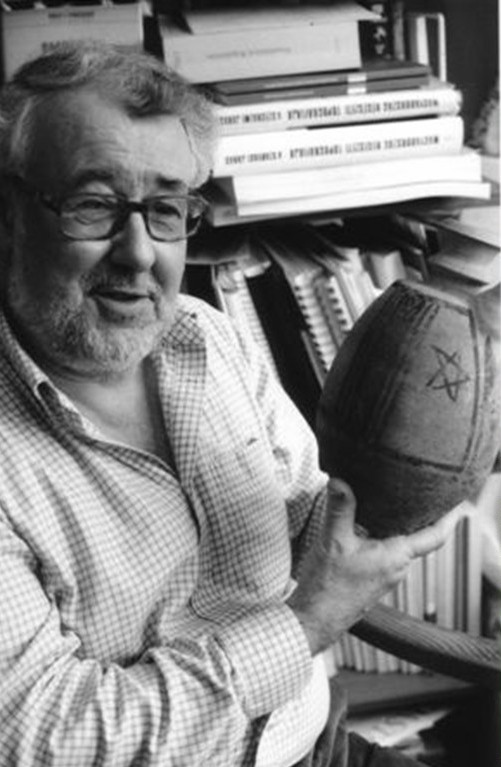
Andrew Sherratt, britischer Archäologe

Andrew Sherratt (* 8. Mai 1946 in Oldham, Lancashire; † 24. Februar 2006 in Witney, Oxfordshire) war ein britischer prähistorischer Archäologe.

## Leben und Werdegang
Sherratt studierte Archäologie und Anthropologie an der Universität Cambridge und graduierte dort 1968. Er promovierte 1976 bei David Clarke mit einer Dissertation über The Beginning of the Bronze Age in South-East Europe  (Der Beginn der Bronzezeit in Südosteuropa). Damals war er bereits nach Oxford umgezogen, wo er 1973 „Assistant Keeper of Antiquities“ (Stellvertr. Kustos der Antikensammlung) am Ashmolean Museum wurde. An der Universität Oxford wurde er 1997 zum Dozenten und 2002 zum Professor ernannt. Oxford blieb bis 2005 seine akademische Heimat, als er einen Lehrstuhl für „Old World Prehistory“ an der Universität Sheffield übernahm.
Sherratt reiste viel und erhielt internationale Anerkennung für seine Arbeit. 1998 wurde er eingeladen, die renommierte Vorlesungsreihe „Human Context and Society“ (Menschliche Beziehungen und Gesellschaft) an der Universität von Boston zu halten, und er wählte das Thema „Between Evolution and History: long-term change in human societies“ (Zwischen Evolution und Geschichte: Langfristige Veränderungen in menschlichen Gesellschaften).

## Werk, Hauptinteressengebiete und Bedeutung
Sherratts möglicherweise am häufigsten zitierte Veröffentlichung war „englisch Plough and pastoralism: aspects of the secondary products revolution“ (deutsch: Pflug und Weidewirtschaft: Aspekte der Sekundärprodukt-Revolution), aus dem Jahre 1981, die in „Pattern of the Past: Studies in Honour of David Clarke“ (deutsch: Muster der Vergangenheit, Festschrift für David Clarke) erschien. Es war dies der erste Artikel, in dem er seine Idee einer Revolution der Sekundärprodukte beschrieb (englisch Secondary products revolution).
Auch außerhalb seines Hauptarbeitsgebietes engagierte er sich nun regelmäßig, etwa als Mitherausgeber der historischen Zeitschrift Past and Present. Sherratts Arbeiten wiesen, so einige Kritiker, eine große Fähigkeit auf in einem kontinentalen, ja globalen Kontext zu analysieren und hat sogar zu Vergleichen mit Vere Gordon Childe geführt.
Seine Analyse kontinentaler Zusammenhänge führte ihn dazu, Wallersteins Weltsystem-Theorie auf langfristige Veränderungen in der Vorgeschichte anzuwenden, vor allem einem Artikel im ersten Band des „Journal of European Archaeology“ (What would a Bronze Age world system look like? Relations between temperate Europe and the Mediterranean in later prehistory; deutsch: Wie würde ein bronzezeitliches Weltsystem aussehen? Beziehungen zwischen der gemäßigten Zone Europas und dem Mittelmeerraum in der jüngeren Vorgeschichte, Journal of European Archaeology 1/2, 1993, 1–57), ebenso 1995 in seiner „David Clarke Memorial Lecture“ (Gedächtnisvorlesung für David Clarke), die ebenfalls im „Journal of European Archaeology“ veröffentlicht wurde. Solche Interessen an transkontinentalen Beziehungen bedeuteten, dass Sherratts Aufmerksamkeit allen großen Veränderungen in der Menschheitsgeschichte galt, und zwar von der menschlichen Besiedelung der Erde über die Ausbreitung der Landwirtschaft bis zur Entwicklung von metallzeitlicher Technologie und der Entstehung von Städten einschließlich des Indoeuropäer-Problems und der Entwicklung neuer Subsistenzformen. Eine Sammlung seiner wichtigsten Veröffentlichungen auf vielen dieser Gebiete erschien 1996 unter dem Titel Economy and Society in Prehistoric Europe: changing perspectives (deutsch: Wirtschaft und Gesellschaft in Europa: perspektivische Veränderungen).
Sherratts Interesse für großmaßstäbliche Muster in der Vorgeschichte war wohl auch verantwortlich für eine der höchsten Ehrungen, die ihm zuteilwurden, als William Hardy McNeill, Historiker an der Universität von Chicago einen Teil des renommierten Erasmuspreises, den er 1996 erhalten hatte, an Sherratt weiterreichte. Der Erasmuspreis wird jährlich von der niederländischen Stiftung Praemium Erasmianum für „außergewöhnlich wichtige Beiträge zur europäischen Kultur“ verliehen und verlangt vom Preisträger, sein Preisgeld an ausgewählte Nominierte weiterzureichen.
Sherratt erkannte zudem die Bedeutung von Psychodrogen und Medizin für frühe Kulturen und schrieb Consuming Habits, Drugs in History and Anthropology (deutsch: Drogenkonsumverhalten in Geschichte und Anthropologie). Er wurde daraufhin eingeladen, die vierteilige Fernsehserie Sacred Weeds vorzustellen, die unter kritischem Beifall 1998 ausgestrahlt wurde.

## Lehre
Sherratt war immer ein fesselnder und inspirierender Lehrer. Er hatte eine geschickte Hand bei der Gestaltung der Oxforder Grundkurse in Archäologie und Anthropologie. Dabei spielte er als Gesprächspartner eine Schlüsselrolle bei der Heranbildung einer neuen Generation von Archäologen, sowohl bei solchen aus der sozialanthropologischen wie aus der eigentlichen archäologischen Fachrichtung.
Es ist für ihn denn auch stets eine ständige Herausforderung gewesen, seine Ideen im angemessenen Rahmen vorzustellen, wie etwa in einem 1980 von ihm herausgegebenen Werk, der Cambridge Encyclopedia of Archaeology, das in der Folge ins Deutsche, Französische, Italienische, Holländische und Schwedische übersetzt wurde.
Kurz vor seinem Herztod in Witney (bei Oxford) hatte er ein Projekt „ArchAtlas“ begonnen, das moderne Fernsensorik-Technologien verwendet, um zusammen mit Bildmaterial und Text graphisch komplexe Muster von Wandel und Interaktion in Raum und Zeit zu vermitteln.

## Werke
- Economy and Society in Prehistoric Europe: changing perspectives. Princeton, Princeton University Press 1997.

## Medien
- Sacred Weeds:  Salvia Divinorum
- Sacred Weeds:  Henbane
- Sacred Weeds:  Blue Lily
- Sacred Weeds:  Amanita Muscaria